# Il 7º viaggio di Sinbad
Il 7º viaggio di Sinbad è un film del 1958 diretto da Nathan Juran, ricordato in particolare come uno dei più grandi successi di botteghino a consacrare gli effetti speciali in stop-motion di Ray Harryhausen. Nel 2008 è stato scelto per essere conservato nel National Film Registry della Biblioteca del Congresso degli Stati Uniti.

## Trama
Il leggendario marinaio Sinbad approda con il suo equipaggio sulla lontanissima isola di Colossus per approvvigionamenti. Qui i marinai incontrano e traggono in salvo il mago Sokurah, minacciato da un ciclope gigante a cui il mago aveva sottratto una lampada magica, che nella fuga viene persa in mare. Nonostante le suppliche del mago, Sinbad si rifiuta di invertire la rotta per recuperarla, soprattutto per evitare ulteriori pericoli al suo ospite speciale: la figlia del califfo di Baghdad Parisa. I due sono proprio diretti a Baghdad per convolare a nozze alla corte del califfo.
Nella sua ossessione per il recupero della lampada il mago scatenerà una maledizione sulla principessa, costringendo il califfo ad approntare una spedizione verso Colossus, per recuperare gli ingredienti necessari per l'antidoto. Una volta sbarcati però, Sokurah si adopera per gettare i compagni tra le grinfie del ciclope e recuperare la sua lampada. Dopo eventi perigliosi e scontri con enormi creature fantastiche, Sinbad costringe il mago a sciogliere il maleficio, aiutato anche dal genio della lampada, pronto a soccorrerlo ad ogni sfregata. Negli scontri che seguono sarà Sinbad ad avere la meglio su Sokurah, che morirà schiacciato da una delle gigantesche creature di Colossus.

## Distribuzione
Il film è uscito negli Stati Uniti il 23 dicembre 1958, mentre in Italia l'8 gennaio dell'anno successivo.

### Edizione italiana

#### Doppiaggio
Il doppiaggio italiano originale venne eseguito negli stabilimenti Fono Roma con la partecipazione della C.D.C., sotto la direzione di Franco Schirato e su dialoghi di Roberto De Leonardis. Nel 2000, in occasione dell'uscita in Italia dell'edizione VHS e DVD, è stato effettuato un ridoppiaggio dalla Sefit-CDC sotto la direzione di Manlio De Angelis e su dialoghi di Mauro Trentini.

## Riconoscimenti
Il film è stato candidato al premio Hugo nella categoria "Best Dramatic Presentation"